# Паравольфрамат аммония
Паравольфрама́т аммо́ния — аммонийная соль паравольфрамовой кислоты, неорганическое вещество с химической формулой {\displaystyle {\ce {(NH4)10.H2W12O42.xH2O}}}, где {\displaystyle x=4,\ 5,\ 6,\ 9,\ 10}. Обычно используется и производится в виде тетрагидрата {\displaystyle {\ce {(NH4)10.H2W12O42.4H2O}}}.
При нормальных условиях — белые кристаллы растворимые в воде.
Используется в основном как исходное вещество для получения других химических соединений вольфрама и металлического вольфрама.

## Свойства
- Растворимость в воде (в процентах по массе в расчете на безводную соль): 1,064 (при 17 °С); 4,341 (при 49 °С); 7,91 (при 70 °С).
- Свыше 400—500 °С разлагается с образованием триоксида вольфрама {\displaystyle {\ce {WO3}}}:

{\displaystyle {\ce {(NH4)10.H2W12O42.4H2O -> 12WO3 + 10NH3 + 6H2O}}}.

## Получение
Паравольфрамат аммония получают выпариванием концентрированных растворов вольфрамата аммония {\displaystyle {\ce {(NH4)2WO4}}} или нейтрализацией этих растворов до pH 7,0—7,4. Ниже 50 °С из растворов выделяется декагидрат (x = 10), выше 50 °С — тетрагидрат (x = 4).

## Применение
Основное применение — для очистки вольфрама от других металлов. В этом процессе загрязнённый примесями триоксид вольфрама переводят в паравольфрамат аммония, очищают перекристаллизацией, затем прокаливанием снова переводят в триоксид вольфрама, который восстанавливают при температуре 800—900 °С до металла в токе водорода:
{\displaystyle {\ce {WO3 + 3H2 -> W + 3H2O}}}.